# 青垣インターチェンジ
青垣インターチェンジ（あおがきインターチェンジ）は、兵庫県丹波市にある北近畿豊岡自動車道（国道483号）のインターチェンジである。
2006年（平成18年）7月22日に、「氷上IC」から遠阪トンネルを経て「和田山IC」まで延伸されたことに伴い開設された。
なお、当インターチェンジを降りてすぐ（200m）に「道の駅あおがき」がある。

## 道路

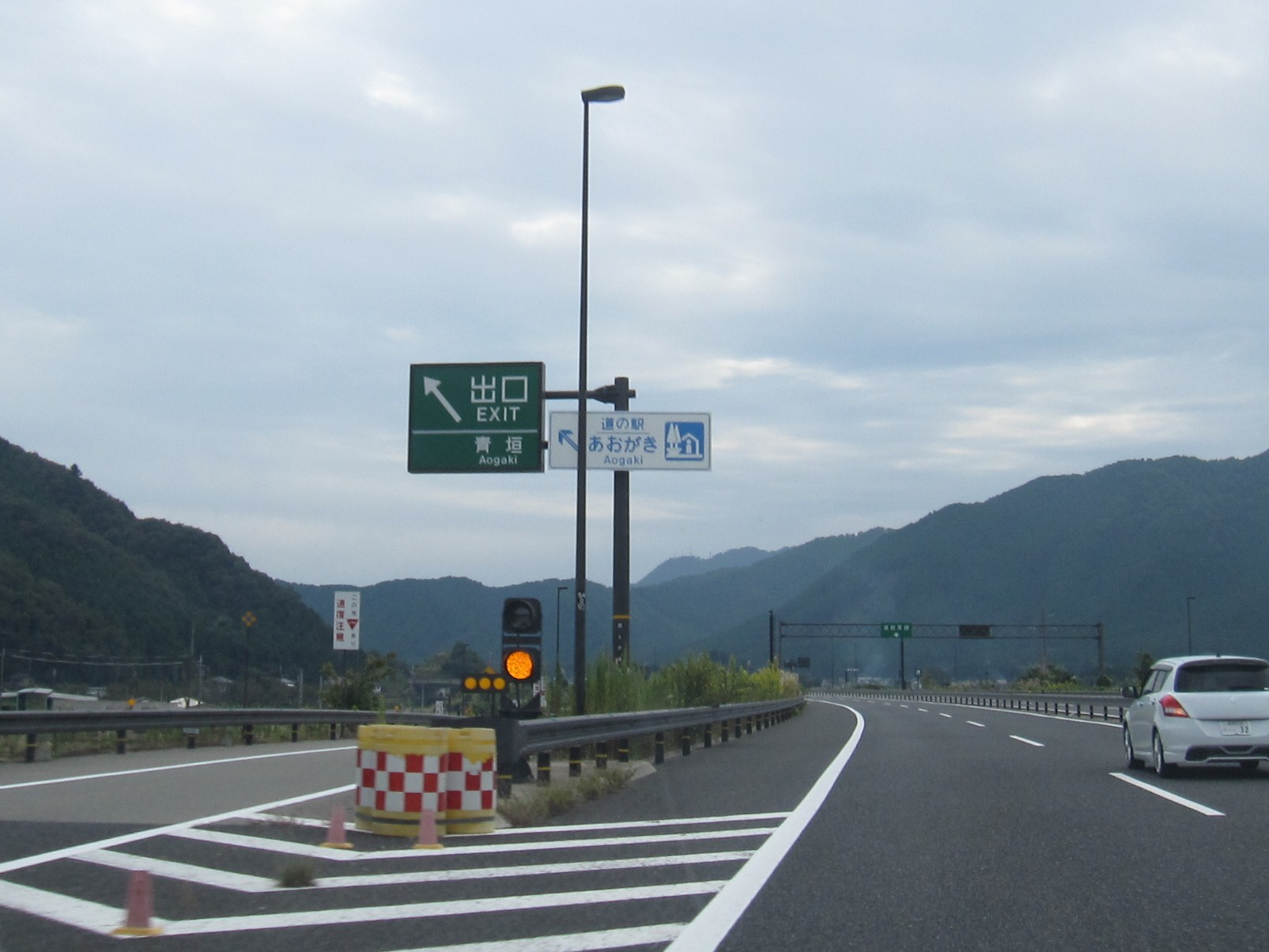
案内板

- E72 北近畿豊岡自動車道（国道483号、春日和田山道路）

## 接続する道路
- 県道7号青垣柏原線

## 周辺
- 道の駅あおがき
- 兵庫県立氷上西高等学校
- 加古川、遠阪川
- 丹波市役所青垣支所
- 兵庫県森林動物研究センター
- 高源寺

## バス停留所
出口ランプに高速道路用のバス停留所が設けられている。

### 停車する路線
下記の路線は当バスストップで乗降扱い後、インターチェンジからいったん兵庫県道7号青垣柏原線へ出て道の駅あおがきで休憩・乗り継ぎ客扱い後、再びインターチェンジから北近畿豊岡自動車道へ入る形になる。
- 全但バス
  - 大阪（梅田・新大阪） - 城崎温泉駅
  - 神戸（三宮） - 城崎温泉駅
  - 大阪（梅田・新大阪） - 湯村温泉・浜坂駅
  - 神戸（三宮） - 湯村温泉・浜坂駅
  - 京都駅 - 城崎温泉駅

## 隣
E72 北近畿豊岡自動車道
(3)春日JCT/IC/BS - 氷上IC/PA（PAは下り線(和田山･豊岡方面)のみ） - 氷上BS - 青垣IC - 遠阪ランプ - 遠阪トンネル
遠阪ランプは豊岡方面のみのハーフインターチェンジのため、本ICを通り過ぎるとそのまま有料区間に入ってしまい、有料区間を抜けた先の山東ICまで出られない。